# Armandia bilobata
Armandia bilobata är en ringmaskart som beskrevs av Hartmann-Schröder 1986. Armandia bilobata ingår i släktet Armandia och familjen Opheliidae. Inga underarter finns listade i Catalogue of Life.